# Christine Astin
Christine Astin (* 12. September 1967 in Indiana) ist eine US-amerikanische Filmproduzentin, die 1995 für einen Oscar nominiert war.

## Biografie
Astin wurde in der Nähe von LaPorte in Indiana als Christine Louise Harrell, Tochter von Nany Miller und Frank Harrell, einem Feuerwehrmann, geboren. Sie wurde früh als Model gebucht und im Alter von 17 Jahren Miss Teen Indiana. In Los Angeles setzte sie ihre Modelkarriere fort, bevor sie in die Film- und Fernsehbranche wechselte. Bei der Special Artists Agency arbeitete sie als Assistentin von Elizabeth Dalling, CEO und Leiterin dieser international agierenden Agentur. Sie absolvierte zudem ein Studium an der Indiana University und der University Indianapolis. An der UCLA schloss sie ihr Studium mit einem B.A. in Geschichte und in englisch-amerikanischer Literatur und Kultur ab.
Mitte des Jahres 1994 heiratete sie Sean Astin, mit dem sie drei Töchter (geboren 1996, 2002 und 2005) hat. Die Schauspielerin und Sängerin Patty Duke war die Mutter ihres Mannes Sean, dessen Adoptivvater John Astin ist. Während Astin sich hauptsächlich um ihre heranwachsenden Kinder kümmerte, engagierte sie sich zudem intensiv im Zivildienst, arbeitete mit den Pfadfindern im Großraum Los Angeles zusammen sowie mit lokalen Politikern und setzte sich für die Stadtverschönerung ein.
Zusammen mit ihrem Mann produzierte Astin den 1995 für einen Oscar nominierten Kurzfilm Kangaroo Court. Dort bemächtigt sich eine Straßengang eines weißen Polizisten und gesteht ihm eine sogenannte Gerichtsverhandlung zu, zu der sie ihm sogar einen schwarzen Anwalt an die Seite stellt. Der Oscar ging jedoch zum einen an Peter Capaldi und Ruth Kenley-Letts und den Film Franz Kafka’s It’s a Wonderful Life, in dem der Schriftsteller Franz Kafka dauernd gestört wird, während er an seiner Novelle Die Verwandlung arbeitet. Zum anderen wurden Peggy Rajski und Randy Stone und der Film Trevor ausgezeichnet. Der Film thematisiert das Coming-out eines homosexuellen Schülers und dessen Suizidversuch.
Astin ist Vizepräsidentin und CFO von Lava Entertainment und arbeitet und lebt mit ihrer Familie in Los Angeles.

## Filmografie (Auswahl)
- 1994: The 1994 Annual Diversity Awards (Fernsehspecial)
- 1994: Kangaroo Court (Kurzfilm)

## Auszeichnungen
- Academy Awards, USA 1995
- Oscarnominierung gemeinsam mit Sean Astin für und mit dem Film Kangaroo Court in der Kategorie „Bester Kurzfilm“